# Daniel Gustav Cramer
Daniel Gustav Cramer (* 1975 in Neuss) ist ein deutscher Konzeptkünstler.
Cramer studierte an der Fachhochschule Münster und am Royal College of Art in London. 2003 schloss er sein Studium mit dem Master of Fine Arts ab. Von 2005 bis 2007 lehrte Cramer an der Sheffield Hallam University. Er lebt und arbeitet in Berlin. Zusammen mit Haris Epaminonda arbeitet Daniel Gustav Cramer seit 2007 an dem Langzeitprojekt The Infinite Library.
Daniel Gustav Cramers Medien sind Fotografien, Bücher, Texte, Filme, Skulpturen und Installationen.

„Es geht mir immer wieder um Beziehungen, zwischen zwei Menschen, zwischen Menschen und Tieren, der Vergangenheit und dem Jetzt, und um Wahrnehmung – es gibt ja zahlreiche Theorien, was das ist, die Welt, was Zeit ist – von der Flat Earth Theorie hin zu Hawkings „curved warped time“-Überlegungen. Wir wissen mit Bestimmtheit, dass die offenen Fragen nach wie vor zahlreicher sind als die Antworten, die wir gefunden haben. Darum ist mir Literatur so wichtig. Gerade dort sind die Annäherungen an diese Fragen präzise und lebensbezogen. Ich denke an Prousts Überlegungen zur Erinnerung oder Kawabatas Beschreibungen des Ungesagten.“

## Ausstellungen (Auswahl)

### Einzelausstellungen
- 2010: Eight Works, Daniel Gustav Cramer, Dortmunder Kunstverein
- 2012: Early Summer, Daniel Gustav Cramer und Haris Epaminonda, Kunsthalle Lissabon
- 2012: Daniel Gustav Cramer, Kunsthaus Glarus, Glarus
- 2016: The Infinite Library & Haris Epaminonda, Centro Andaluz de Arte Contemporáneo, Sevilla
- 2020: Empty Room II, Mochizuki, Präfektur Nagano, Japan
- 2022: The Infinite Library, (mit Haris Epaminonda), Manifesta 14, Pristina, Kosovo
- 2024: Tales, Passerelle Centre d'art contemporain, Brest

### Gruppenausstellungen
- 2012: The End of Summer Daniel Gustav Cramer und Haris Epaminonda dOCUMENTA (13), Kassel
- 2025: Fox & Coyote, Sophiensäle, Berlin Biennale für zeitgenössische Kunst, Berlin